# Claudio Lo Jacono
Claudio Lo Jacono (Roma, 10 giugno 1945) è uno storico, islamista e arabista italiano.

## Biografia
Figlio di Andrea Lo Jacono e di Carmen Ruffoni, si laurea nel 1970 all'Università di Roma in Scienze Politiche, con una tesi discussa con Carlo Vallauri sui "Partiti politici in ʿIrāq dalla fine della dominazione ottomana a Qāsem", e frequenta tra il 1971 e il 1973 i corsi di specializzazione della Scuola Orientale della Facoltà di Lettere della Sapienza di Roma, seguendo gli insegnamenti di “Lingua e Letteratura araba” svolti da Francesco Gabrieli e quelli di “Islamistica”, tenuti da Alessandro Bausani.
Nel 1971 è esercitatore di “Islamistica” e di “Diritto musulmano”, corsi insegnati da Francesco Castro nella Facoltà di "Lingue e Letterature straniere” dell’Università Ca’ Foscari di Venezia e nello stesso anno lavora, fino al 1980 – sotto la guida di Paolo Minganti – nella redazione di Oriente Moderno (edito dal 1921 dall'Istituto per l'Oriente di Roma), occupandosi di storia contemporanea dei Paesi arabi (Tunisia, Libia, Egitto), prima di dedicarsi – agli inizi del 1980 – alla storia classica del Vicino Oriente islamico.
Nell’anno accademico 1974-75 diventa professore incaricato di "Lingua araba" e, successivamente, di "Storia e istituzioni musulmane" nella Facoltà di Scienze Politiche dell'Università di Cagliari. Nel novembre 1987, quale professore associato, si trasferisce nella Facoltà di Scienze Politiche dell'Istituto Universitario Orientale di Napoli per insegnarvi "Islamistica", passando poi alla Facoltà di Studi Arabo-Islamici e del Mediterraneo, dove diventerà nel 2005 professore ordinario di "Storia del Vicino Oriente islamico", rimanendo in carica fino al pensionamento, richiesto  nel 2011 con tre anni di anticipo per gravi motivi familiari.
Consigliere d'amministrazione dell'Istituto per l'Oriente C. A. Nallino dal 1990 al 2007, diventa Direttore di Oriente Moderno nel 1995, lasciando la carica a fine 2023. Viene eletto Presidente dell'Istituto per l'Oriente nel 2007, riconfermato nel suo ufficio per i trienni successivi (compreso il triennio 2024-2026). Nel 2008 gli viene conferito il Premio Calabria. Dal 2009 al 2013, designato dalla Presidenza del Consiglio dei ministri, è stato membro supplente della Commissione Nazionale Italiana per l'UNESCO. Fa parte del Comitato scientifico della rivista di classe A Eurasian Studies, della rivista Archivio di storia della cultura e dell'International Editorial Board di East and West.

## Opere

### Opere scelte
- Partiti politici e Governi in ʿIrāq (1920-1975), Fondazione Giovanni Agnelli di Torino, Roma, 1975.
- (con Alberto Ventura e Giacomo E. Carretto) Maometto in Europa. (Arabi e Turchi in Occidente, 622-1922), Mondadori, Milano, 1982 ("Le mura di Costantinopoli e il muro di ghiaccio", pp. 21–33; "La Spagna musulmana", pp. 37–77 e "Pirati e corsari nel Mediterraneo", pp. 193–207).

Mohammed in Europa (ed. tedesca), List Verlag, München, 1983. ISBN 3-471-77633-8
L'Islam en Europe (ed. francese), Bordas, Paris 1983. ISBN 2-04-012874-3 (con un'Introduzione di Jean-Paul Roux).
- Iraq, fascicolo nº 3 della Storia dell'oggi, Editrice S.p.A. l'Unità, Roma, 1991.
- Risorgimento arabo. Aggiornamento dell'omonimo capitolo, già realizzato da Paolo Minganti, della Storia Universale Vallardi (a cura di Ernesto Pontieri), Piccin, Padova, 1993, pp. 577–706 + 67 foto.
- Maometto, l'Inviato di Dio, Edizioni Lavoro, Roma, 1995 (con 2 tavole). ISBN 88-7910-646-5
- «Il risveglio dell'Islam», in Storia e Dossier, 106, giugno 1996, Firenze, Giunti.
- Islamismo, Atlanti Universali Giunti, Firenze, 1997 (con ill.). ISBN 88-09-21023-9

Islamismo. História, Preceitos, Festividades, Divisões (ed. brasiliana), Editora Globo, São Paulo (Brasil), 2002. ISBN 85-250-3529-7
- (Claudio Lo Jacono; Khaled Fouad Allam; Alberto Ventura), a cura di G. Filòramo, Islam (Storia delle religioni), Laterza, Roma-Bari, 1999 (ultima ristampa 2007), pp. 3–76: "Le religioni dell'Arabia preislamica e Muhammad". ISBN 88-420-5783-5
- Storia del mondo islamico (VII-XVI secolo) 1. Il Vicino Oriente, Einaudi, Torino, 2003, 470 pp. ISBN 88-06-16786-3
- «La prima storiografia islamica. Modelli e prestiti», in Lo spazio letterario del medioevo, 3. Le culture circostanti. Vol. II: La cultura arabo-islamica, dir. M. Capaldo, F. Cardini, G. Cavallo e B. M. Scarcia Amoretti, Salerno editrice, Roma 2003, pp. 259–296. ISBN 88-8402-430-7
- «Some Topics about Arab Pre-Islamic Culture», in Ultra Mare, Mélanges offerts à Aubert Martin, A. P. H. A. (Mémoires nº 3), Peeters, Louvain-Paris-Dudley (MA) 2004, pp. 57–74.
- «On the prohibition of fermented drinks in Islam», in Studi Maghrebini (Scritti in Onore di Clelia Sarnelli Cerqua), vol. XXVI (1998-2002), Università degli Studi di Napoli, “L'Orientale”, Napoli 2004, pp. 133–145 (testo di una conferenza tenuta al Newnham College della Cambridge University, UK).
- Maometto, Laterza, Roma-Bari 2011 (ripubblicato da "Il Sole 24 Ore", Milano, 2011). ISBN 978-88-420-9550-7
- «Dante's Inferno and Muhammad», in (Coeli Fitzpatrick and Adam Hani Walker eds.), Muhammad in History, Thought, and Culture. An Encyclopedia of the Prophet of God, ABC-Clio, Santa Barbara, CA, 2014. 2 voll. ISBN 978-1-61069-177-2 e-ISBN 978-1-61069-178-9
- “Carlo Alfonso Nallino”, Introduzione alla ristampa di La letteratura araba dagli inizi all'epoca della dinastia umayyade, Roma, Accademia Nazionale dei Lincei - Fondazione Leone Caetani - Testi di storia e storiografia 7, 2018, pp. 3–32. ISBN 978-88-218-1172-2 ISSN 0391-8130 (WC · ACNP)
- Saladino. La Folgore di Siria che riconquistò la Gerusalemme crociata, Roma, Salerno editrice, 2024. ISBN 9788869738364.